# NGC 1345
NGC 1345 is een balkspiraalstelsel in het sterrenbeeld Eridanus. Het hemelobject werd op 11 december 1835 ontdekt door de Britse astronoom John Herschel.

## Synoniemen
- PGC 12979
- ESO 548-26
- MCG -3-9-46
- UGCA 74
- VV 690
- HARO 21
- IRAS03272-1756